# Atwima District
Der Atwima District ist ein ehemaliger Distrikt in der Ashanti Region in Ghana. Der ehemalige Distrikt Atwima mit einer Größe von 2411 km² und einer Einwohnerzahl von 234.759 wurde per Dekret vom 12. November 2003 durch Präsident John Agyekum Kufuor ab dem Jahr 2004 in die Distrikte Atwima Mponua und Atwima Nwabiagya geteilt. 
Der Atwima District grenzte an die Distrikte Amansie West und Ahafo Ano South. Ferner grenzte der Distrikt im Süden an die Western Region und hatte eine direkte Grenze mit dem Distrikt Bibiani/Anhwiaso/Bekwai. Der Distrikt grenzt im Westen an die Brong-Ahafo Region und weist eine direkte Grenze zu den Distrikten Asutifi und dem ebenfalls ehemaligen Distrikt Asunafo auf. 